# 宮脇ゆきの
宮脇 ゆきの（みやわき ゆきの、11月10日 - ）は、日本の漫画家。神奈川県出身。血液型はA型。

## 来歴
1992年、小学館の『ちゃおDX』冬休み増刊号にて掲載された、「夢の中であいたい」でデビュー。
デビュー以前は北川みゆきの元でアシスタントをしていた。
デビュー後は『ちゃお』とその派生誌にて活動していたが、『Cafe de ロマンス』の連載終了を機に、『ちゃお』から『ChuChu』（小学館）へと移籍。
2009年、『ChuChu』が休刊。同年、『Sho-Comi』（同）へと移籍。
2010年、『Sho-Comi』増刊号にて読み切り作品を発表。しかし、病気療養を理由に以後の活動を中断することとなり、2014年現在も活動再開の見込みは全く立っていない。
2018年9月2日付のブログ記事にて復帰のための準備を進めている旨が語られ、活動再開。
趣味はスポーツ観戦。初期の作品にはスポーツ物が多く見受けられる。スポーツ観戦の趣味が高じて、第80回全国高等学校野球選手権大会を阪神甲子園球場にて観戦、松坂大輔の決勝戦ノーヒットノーランを見届けたとも語っている。

## 刊行作品
- きみはフィールドの風
- 1/2000秒ドリーミング
- ハートにホイッスル!
- なな色☆GIRL（全2巻）
- ぼくたちの卒業（全2巻）
- きみが天使に見えるとき
- 神様のミステイク
- いたずらな24時
- 1/2エンゲージ
- 1/2ウエディング
- 1/2ハネムーン
- 1/2セレモニー
- ブリリアントな魔法（全3巻）
- プリンセスVer.1（全3巻）
- ルナティックHoney
- Cafe de ロマンス
- NG BOY×パラダイス（全3巻）
- うそつきなジェミニ（全3巻）
- Bitter Trap （ちゅちゅ 2008年10月号 - 2009年7月号、 単巻）

### 読み切り
- “すき”と言えない。 (ちゅちゅ2006年11月号別冊付録、単行本未収録)